# Associação Desportiva Pontassolense
El AD Pontassolense es un equipo de fútbol de Portugal que juega en el Campeonato de Portugal, la tercera división de fútbol en el país.

## Historia
Fue fundado el 27 de enero de 1979 en la ciudad de Ponta do Sol en Madeira, aunque fue hasta dos años más tarde que comenzó a participar en competiciones oficiales.
Fue hasta iniciado el siglo XXI que el club logró jugar por primera vez a escala nacional al conseguir el ascenso a la desaparecida Tercera División de Portugal, logrando ganar el grupo zonal en 2011 y llegó a jugar en la Segunda División de Portugal, la desaparecida tercera división nacional.

## Palmarés
- Portuguese Third Division – Serie Madeira: 1

2011–12
- Liga Regional de Madeira: 4

1998–99, 2013–14, 2017–18, 2021-22
- Copa de Madeira: 1

2011–12